# Fragments.Ascension
Fragments.Ascension – EP-ka zrealizowana wspólnie przez Tycho i Thievery Corporation i wydana w listopadzie 2012 roku przez wytwórnie muzyczne Ghostly i Eighteenth Street Lounge Music; dostępna również jako digital download (pliki MP3.

## Historia
Tycho i Thievery Corporation stali się w pewnym momencie fanami swojej twórczości. Postanowili zrealizować wspólne wydawnictwo, które ukazało się nakładem Ghostly International i należącej do Thievery wytwórni Eighteenth Street Lounge Music. Na stronie A Tycho zremiksował utwór Thievery „Fragments”, pierwotnie wydany na albumie Culture of Fear z 2011 roku, natomiast Rob Garza z Thievery Corporation zremiksował na stronie B utwór „Ascension”, pochodzący z wydanego w tym samym roku albumu Tycho Dive. 

## Lista utworów
Zestaw utworów na digital download:
| Nr | Tytuł utworu                                          | Wykonawca            | Długość |
| -- | ----------------------------------------------------- | -------------------- | ------- |
| 1. | „Fragments”                                           | Thievery Corporation | 4:11    |
| 2. | „Fragments (Tycho Remix)”                             | Thievery Corporation | 6:22    |
| 3. | „Ascension”                                           | Tycho                | 4:24    |
| 4. | „Ascension (Rob Garza Of Thievery Corporation Remix)” | Tycho                | 5:09    |
|    |                                                       |                      | 20:06   |